# Олексіївське гірничопромислове товариство
Олексіївське гірничопромислове товариство (рос. Алексеевское горнопромышленное общество) — одне з найбільших гірничопромислових акціонерних товариств Донбасу. Засноване українськими підприємцями Іваном Іловайським і Олексієм Алчевським.

## Історія
Статут організації затверджено 2 березня 1879 року з основним капіталом у 300 тисяч рублів. Згідно з ним товариство створено «для розробки кам'яновугільних покладів та інших мінералів, що знаходяться в маєтках Катеринославської губернії Слов'яносербського повіту, при селі Олексіївці (вона ж Ісаківка) і Області Війська Донського, Міуського округу, при слободі Олексіївці-Леоновій (район сучасного міста Чистякове)».